# Mezcal
Udtrykket mezcal (fra Nahuatl metl-ixcalli, ”tilberedte maguey blade” fra metl ”maguey” og ixcalli ”tilberedt”) har i dag tre betydninger:
- Det er navnet i folkemunde for visse arter af agave eller maguey i det nordlige Mexico
- Den oprindelige betydning henviser til den mad, der resulterer fra tilberedning af stilken og det nederste af bladene på denne plante, og…
- frem for alt er det navnet på en traditionel mexicansk alkoholholdig drik, som kan produceres i otte forskellige stater og fremstilles ved at destillere agavekroppen.

Der er forskellige typer af agave, og af hver af dem, produceres en forskellig variant af mezcal. En af de mest almindeligt kendte er tequila som laves af den blå Weberagave.

## Standarder
Mezcal som begreb reguleres efter den officielle mexicanske standard NOM-070-SCFI-1994  og af organisationen CRM (Regulador del Mezcal). NOM-070-SCFI-1994 er i øjeblikket under revision i ret ning af en stramning, men fortalere for den mere åbne version er kommet på banen gennem initiativet Tequila Interchange Project
Mezcal er ikke så stramt reguleret som Tequila. Reglerne for hvad der må tilsættes tequila af smagsstoffer, farver osv er meget strikte. Reglerne for Mezcal er mere åbne og derfor kan man finde for eksempel, "mezcal con gusano". Dvs. mezcal som er tilsat en eller flere larver af gusanomøllet. De kaldes også for "mezcal med orm". El Señorio Mezcal er eksempelvis en mezcal med to orme i hver flaske. Man kan også finde mezcal med skorpion, som for eksempel Scorpion Mezcal, der fremstilles med en lille sort skorpion i bunden af hver flaske.

## Historie
Antropologer fra Universidad Nacional Autónoma de México  påbegyndte i 1994 udgravninger i byen Nativitas, Tlaxcala. Man fandt arkæologiske spor, der fastslog at mezcal fra oldtiden er blevet udvundet af maguey planten (typisk kendt for sin brug i produktionen af pulque). For at udvide deres forskning, udviklede universitetets forskere i 1998 et projekt med titlen "Mezcal Ruten", langs hvilken de rejste gennem de indfødte samfund for at identificere steder, hvor mezcal produceres ved hjælp af traditionelle metoder. Det gik op for dem, at de stadig i dag destillerede i lerkrukker, der ligner dem fundet i Nativitas og daterer tilbage til året 400 f.Kr.
Mezcal har en geografisk denominaton der indebærer at den skal være produceret i følgende mexicanske områder for at kunne blive kaldt Mezcal:
- Oaxaca
- Michoacan
- Guerrero
- Guanajuato
- Durango
- Zacatecas
- San Luis Potosi
- Tamaulipas

Disse er de eneste områder i verden, der kan producere mezcal.

## Præcolumbiansk produktion
Specialister fra det kemiske institut på UNAM  analyserede meget omhyggeligt de brændeovne, der blev opdaget i Xochitécatl-Cacaxtla  og bekræftede tilstedeværelsen af maguey og det brændstof, der bruges til at riste magueykroppe.
På husenes gulve, der er lavet af tepetate, blev der lavet et hul på to meter i diameter og tre meter i dybden, og det blev fyldt med vulkanske stene, såsom tezontle. Så blev magueyhjerterne (Agavens "krop" kaldes også "hjerte" eller "corazon") opvarmet ved at stable dem ovenpå hinanden, som man gør i dag i Oaxaca, og dækket med magueyblade.
Efter omkring tre dage, når de var bagt færdige, blev de knust og stillet til fermentering i et trækar eller i et hjorteskind. Når processen var færdig, blev hjerterne kogt. Dampen blev kondenseret i en anden beholder hvorfra man fik mezcaldestillatet.
Huichol mezcal har 60 % alkohol og er udelukkende beregnet til ritualer, til højtiderne. Den fra Xochitécatl-Cacaxtla ville være fremstillet udelukkende til den finansielle, politiske eller religiøse elite, eller til, hvis man skulle være fuld ved en ceremoni. Det var ikke alle, der måtte drikke den.
Dog er den præcolumbianske metode ikke fuldstændigt verificeret. En anden fremgangsmåde henviser til, at det er en drik, der fremkom i kolonitiden med fremkomsten af destilleringsapparater. Det er meget interessant, at mange håndlavede typer af mezcal destilleres i det, der kaldes "Filippinsk alembic". Disse alembic’er kom i filippinske både, og man destillerede kokos og palmedrikke i dem. Disse filippinske skibe nåede vestkysten af Mexico og deres brug spredtes. Men ved at udnytte geografien, blev kokos og palme erstattet med agavepulque, og hermed fik man mezcal.

## Produktion
Du kan finde et stort udvalg af mezcal, alt efter typen af destillering, varieteten af agave eller baseret på de frugter eller urter, der er føjet til den, herunder: orm, mezcal kyllingebryst, æggehvide, minero, citron-verbena, skorpion, kaffefløde, osv.
Mezcal er lavet af agavens piña eller hjerte. Når planten er moden (efter 6-8 år) høstes den, og bladene skæres af så det eneste, der er tilbage, er hjertet eller piña’en (den kaldes sådan, fordi den minder meget om en ananas i faconen), som bages og derefter kværnes.
NOM 070 anerkender over 20 varianter af agave til fremstilling af mezcal herunder Agave angustifolia (espadin maguey), esperrima agave (bjerg- eller rå maguey eller aske-maguey), weberi Agave (maguey mezcal), Agave potatorum (maguey mezcal) og salmiana Agave. Hver variant har sin egen smag.
Traditionelt bages bladene i jordovne. Disse ovne er kegleformede fordybninger, der er gravet i jorden, med en diameter på 2,5 til 3,5 m. Fordybningernes inderside beklædes med varme sten, derefter agaveblade, måtter og jord. Magueyhjerterne bager i fordybningen i tre dage. Dette gør, at de absorberer smagen af jord, træ og røg.
Efter bage-processen placeres hjerterne i en ring af sten eller cement på omkring 3 m i diameter, hvor et stort stenhjul, der er forbundet med en stang i midten, begynder at trille og kværne. Moderne producenter bager som regel hjerterne i kæmpe ovne af rustfrit stål og kværner dem dermed med mekaniske knuseværker. Visse steder bruges der stadig trækdyr (heste) til at trække stenens vægt.
Den bagasse, der resulterer fra formalingen, placeres i trækar i størrelser på 1000 til 2000 liter og massen tilsættes hovedsageligt vand. Sommetider tilføjes der også en procentdel af andre sukre til bagassen (det er tilladt at bruge op til 80 procent agave og 20 procent andre sukre), som derefter tildækkes med selve den knuste agave hvorefter man lader den fermentere i tre til tyve dage.
Fermentering omdanner de sukre, der findes i hjertet, til alkohol og kuldioxid, såvel som andre produkter, der resulterer fra fermenteringsprocessen via et biologisk stof, såsom gær eller andre bakterier.
Mezcal traditionen kræver at fermentering skal være naturlig, hvilket vil sige, at miljøets mikroorganismer vil gøre arbejdet uden brug af kemiske acceleratorer.
Når først fermenteringsstadiet er færdigt, destilleres massen. Den første destillering producerer en alkohol på op til 20-25% og sænker langsomt alkoholindholdet over dette forløb.
For at producere et produkt af bedre kvalitet, destilleres hele produktet igen for at standardisere graden af alkohol, og det blandes med vand, til man når 40% alkohol, hvilket er det, alle leverandørerne fylder på flaske. Ifølge traditionen må mezcal ikke fortyndes, fordi dette betragtes som vareforfalskning, da traditionel mezcal har en alkoholprocent over 45%.
Mezcal klassificering ifølge NOM-070-SCFI-1994 . Der er to typer mezcal, opdelt efter procentdele af kulhydrater fra den agave, der bruges til fremstillingen:
- Type I Mezcal 100% agave. Produkt fra destillering og tilberedning af de ugærede safter og originalt og direkte tilberedt med sukkerstoffer fra modne agavehoveder, der på forhånd er blevet hydrolyseret eller bagt og udsat for alkohol-fermentering ved hjælp af gær (kultur eller ej).
- Type II Mezcal. Produkt fra destillering og tilberedning af de ugærede safter hvori der til blandingen føjes op til 20 % af andre kulhydrater i overensstemmelse med gældende lov.

Mezcal klassificering baseret på lagring: Mezcal lagres i kort tid sammenlignet med andre alkoholiske drikke. Den opbevares i store trætønder i perioder, der spænder fra 2 måneder til 7 år. I dette tidsrum får mezcal en gylden farve, og dens smag præges af den type træ, tønderne er lavet af. Jo længere den lagres, jo mørkere er den farve, den får, og forskellen i smag.
- Hvid - farveløs Mezcal, opbevaret i mindre end to måneder med kontrol for lagring.
- Reposado – lagret fra to måneder til et år.
- Añejo – lagret i mindst et år i tønder på ikke over 200 liter.

Traditionelt lagres mezcal i glas for at bevare alle dens organoleptiske egenskaber.

## Vejledning til genkendelse af traditionel mezcal
Mezcal-flasker skal være forsynet med logoet "Mezcales Tradicionales de los Pueblos de Mexico" (traditionel mezcal fra de mexicanske folkeslag). Hvis dette ikke er der, er det muligvis en mezcal fra en uafhængig producent. Dette kan bekræftes ved hjælp af de følgende trin:
1. Etiketten skal indeholde frasen "100% Agave" for at vise, at den er lavet udelukkende af maguey, en af de måder, man kan skelne mellem mezcal og tequila.
2. Gradering og minimum alkohol indhold skal være på 45% ABV.
3. Der skal stå navn på oprindelsesstaten eller –byen, og den type agave eller maguey, der er brugt. Dette kan eventuelt omfatte navnet på den mesterdestillør, der har destilleret det.
4. Hvis man bevæger flasken en lille smule, skal der være ”perledannelse”, med mindre det er mezcal med et alkohol indhold på 55% ABV eller højere, i hvilket tilfælde, perlerne dannes ved at ryste den, og de holder kun et øjeblik. Mezcal af denne type kaldes "from tips". Alle slags mezcal danner perler af denne enkle årsag: fra 45% kan de indeholde over 350 aromatiske forbindelser, hvilken giver dem så stor intensitet, at det ses ved dannelsen af perler, der forekommer ved rystelse eller udtømning i en beholder. Hvis alkohol indholdet er 45% vil perlen være mindre og kortvarig. Hvis det er mellem 49,5% og 50,5%, dannes der på overfladen af mezcal et langvarigt lag af mellemstore perler, der i visse regioner kaldes ”lukket snor”, en kvalitetsprøve, som alle typer mezcal skal igennem før markedsføring. Fra 51% er perlen større og kortvarig og kan danne en dobbelt lukket snor. Fra 55% er de større og mindre langvarige. Man kan også finde mezcal, hvor typen af perler kan være en kombination på grund af de forskellige kombinationer af maguey i dem.

## Hvordan man smager på mezcal
Når du gnider en dråbe mezcal i hænderne, til destilleringen er fordampet, skal der være en umiskendelig lugt af bagt maguey tilbage, aldrig af sukkerrør, alkohol eller sukker.
Det foretrækkes serveret i en kalabas beholder, der kaldes "bule" eller "morro" (beholder fremstillet af frugten fra Crescentia cujete græskar), ellers i et cocktail glas.
Man skal se perledannelse (undtagen i mezcal from tips, som nævnt ovenfor), når man hælder mezcal fra det ene glas til det andet..
Duften af mezcal: det første snus er det, man får, efter at have gnedet en dråbe mezcal i hænderne. Derved kan man opdage de forskellige mezcalaromaer.
Tag en lille tår mezcal (5 ml) og skyl forsigtigt munden med den i 10 sekunder, i det du holder op uden at synke mezcal’en – fordampningen skal komme ud af næsen i 10 sekunder, hvor efter du kan synke det med særlig opmærksomhed på smag og aroma. Nu skal du tage endnu en tår og holde den i munden i 10 sekunder mere og derefter synke. Den smag, der kommer tilbage fra maven i denne anden tår er mezcals fineste og mest udsøgte. Efter få minutter vil tungen og smagsløgene være mættet med smagen og aromaen af den bagte maguey, en følelse, der kan vare over en time.